# Liste der Gouverneure von Goa
Die folgende Tabelle listet die Gouverneure von Goa mit jeweiliger Amtszeit auf. Das frühere portugiesische Kolonialgebiet wurde am 19. Dezember 1961 von Indien besetzt und ab 16. März 1962 zusammen mit Daman und Diu als indisches Unionsterritorium  „Goa, Daman und Diu“ verwaltet. Am 30. Mai 1987 wurde es geteilt in den eigenständigen Bundesstaat Goa und das Unionsterritorium Daman und Diu.
Das erste halbe Jahr nach der indischen Annexion stand Goa, Daman und Diu ein Militärgouverneur vor; von 1962 bis 1987 wurde es von einem Vizegouverneur geleitet. Mit Erlangung des Bundesstaatsstatus ist ein Gouverneur höchster Repräsentant Goas.
| #  | Name                                      | Amtsantritt        | Ende der Amtszeit  |
|    | Military Governor                         |                    |                    |
|    | Kunhiraman Palat Candeth (1916–2003)      | 19. Dezember 1961  | 6. Juni 1962       |
|    | Lieutenant Governor                       |                    |                    |
| 1  | T. Sivasankar (1902–)                     | 7. Juni 1962       | 1. September 1963  |
| 2  | Mulk Raj Sachdev (1903–1964)              | 2. September 1963  | 8. Dezember 1964   |
| 3  | Hari Sharma (1909–)                       | 12. Dezember 1964  | 23. Februar 1965   |
| 4  | Kashinath Raghunath Damle (1906–)         | 24. Februar 1965   | 17. April 1967     |
| 5  | Nakul Sen (1910–)                         | 18. April 1967     | 15. November 1972  |
| 6  | S. K. Banerjee (1913–2010)                | 6. November 1972   | 15. November 1977  |
| 7  | Pratap Singh Gill (1916–2000)             | 16. November 1977  | 30. März 1981      |
| 8  | Jagmohan (1927–2021)                      | 31. März 1981      | 29. August 1982    |
| 9  | Idris Hasan Latif (1923–2018)             | 30. August 1982    | 23. Februar 1983   |
| 10 | Kershasp Tehmurasp Satarawala (1916–2001) | 24. Februar 1983   | 3. Juli 1984       |
| 11 | Idris Hasan Latif (1923–2018)             | 4. Juli 1984       | 23. September 1984 |
| 12 | Gopal Singh (1917–1990)                   | 24. September 1984 | 29. Mai 1987       |
|    | Governor                                  |                    |                    |
| 1  | Gopal Singh (1917–1990)                   | 30. Mai 1987       | 17. Juli 1989      |
| 2  | Khurshed Alam Khan (1919–2013)            | 18. Juli 1989      | 17. März 1991      |
| 3  | Bhanu Prakash Singh (* 1929)              | 17. März 1991      | 3. April 1994      |
| 4  | B. Rachaiah (1922–2000)                   | 4. April 1994      | 3. August 1994     |
| 5  | G. Ramanujam (1915–2001)                  | 4. August 1994     | 15. Juni 1995      |
| 6  | Romesh Bhandari (1928–2013)               | 16. Juni 1995      | 18. Juli 1996      |
| 7  | P. C. Alexander (1921–2011)               | 19. Juli 1996      | 15. Januar 1998    |
| 8  | T. R. Satish Chandran (1929–2009)         | 16. April 1981     | 18. April 1998     |
| 9  | Jack Farj Rafael Jacob (1923–2016)        | 19. April 1998     | 26. November 1999  |
| 10 | Mohammed Fazal (1922–2014)                | 26. November 1999  | 25. Oktober 2002   |
| 11 | Kidar Nath Sahani (1926–2012)             | 26. Oktober 2002   | 2. Juli 2004       |
| 12 | Mohammed Fazal (1922–2014)                | 3. Juli 2004       | 16. Juli 2004      |
| 13 | S. Chubatoshi Jamir (* 1931)              | 17. Juli 2004      | 20. Juli 2008      |
| 14 | Shivinder Singh Sidhu (1929–2018)         | 21. Juli 2008      | 7. September 2011  |
| 15 | K. Sankaranarayanan (1932–2022)           | 8. September 2011  | 3. Mai 2012        |
| 16 | Bharat Vir Wanchoo (* 1951)               | 4. Mai 2012        | 12. Juli 2014      |
| 17 | Margaret Alva (* 1942)                    | 12. Juli 2014      | 7. August 2014     |
| 18 | Om Prakash Kohli (1935–2023)              | 7. August 2014     | 31. August 2014    |
| 19 | Mridula Sinha (1942–2020)                 | 26. August 2014    | 25. Oktober 2019   |
| 20 | Satya Pal Malik                           | 25. Oktober 2019   | 18. August 2020    |
| 21 | Bhagat Singh Koshyari                     | 19. August 2020    | amtierend          |